# Hieracium subcaesium
Hieracium subcaesium — вид квіткових рослин з родини айстрових (Asteraceae). Вид зростає в Європі: Фінляндія, Естонія, Латвія, Литва; це багаторічна рослина.